# Rabenstein an der Pielach

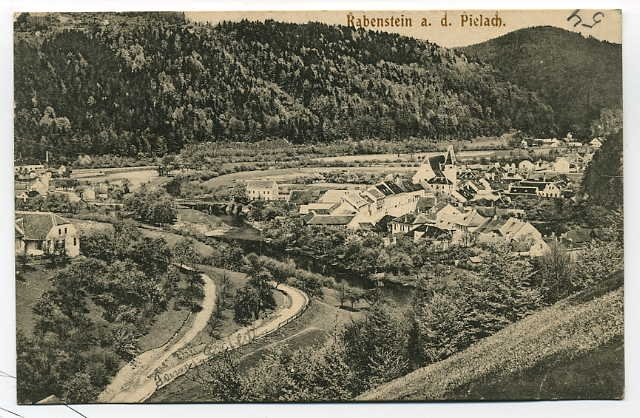
Rabenstein (1906)

Rabenstein este un târg cu 2.432 loc. (în 2008) din Austria Inferioară situat la sud de Sankt Pölten.

## Personalități
- Franz König (1905-2004), cardinal